# Pisside
La pisside è un oggetto liturgico usato nella Chiesa cattolica e in altre confessioni cristiane per conservare le ostie consacrate dopo la Celebrazione eucaristica.

## Etimologia

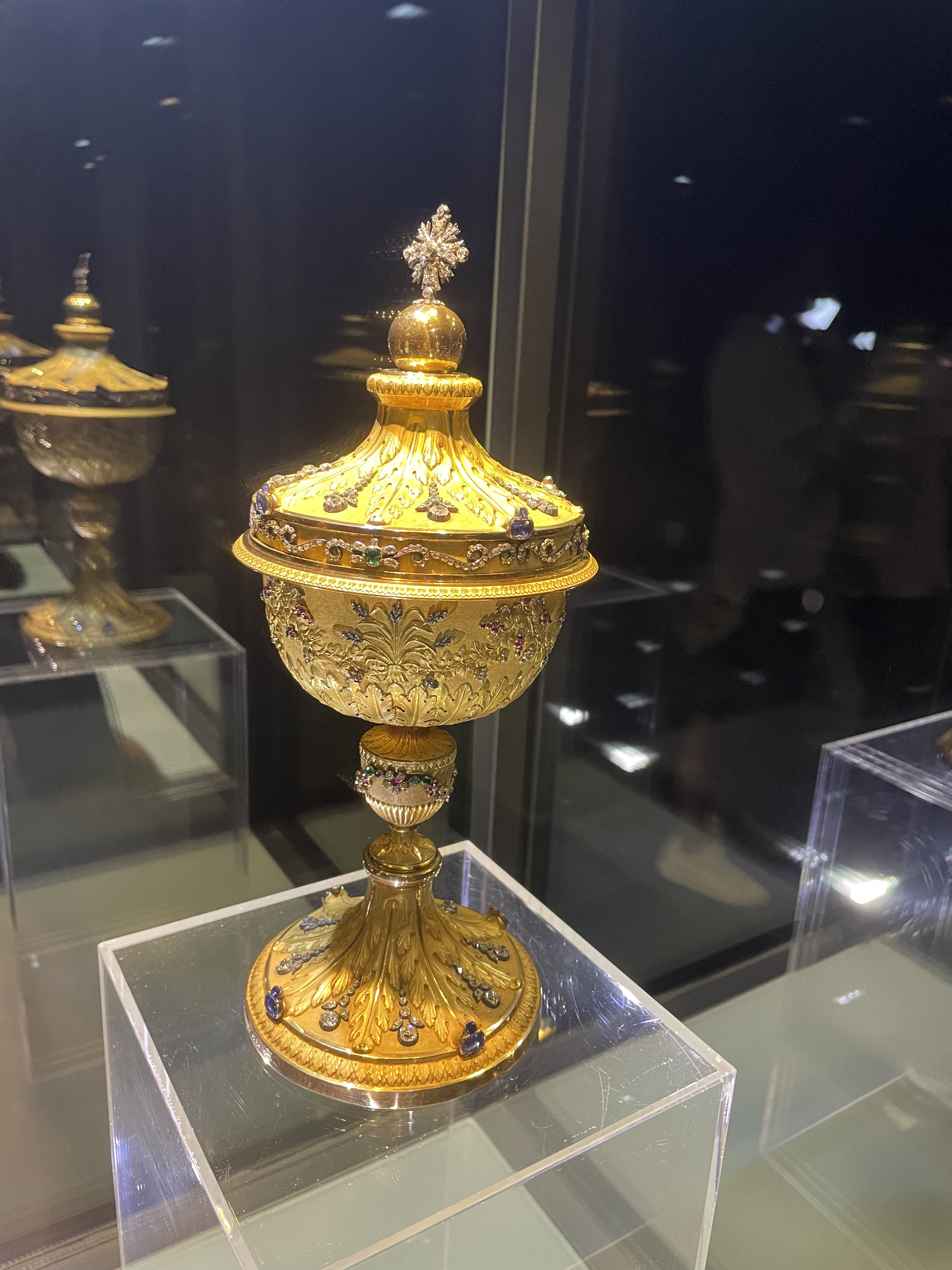
La pisside gemmata donata da Ferdinando II di Borbone al museo del tesoro di San Gennaro di Napoli

Il termine deriva dal latino pyxĭdem, che a sua volta viene dal greco pýxos (bosso), perché in origine tale contenitore era appunto realizzato in legno di bosso. In alcune lingue la parola italiana pisside viene resa con ciborio, indicando sia il contenitore delle ostie che la struttura architettonica che sovrasta l'altare in molte chiese. In italiano, generalmente, si distingue tra pisside e ciborio.

## Utilizzo
Durante la celebrazione eucaristica la pisside con le ostie può essere deposta sull'altare se le ostie che contiene si devono consacrare, altrimenti si preleva dal tabernacolo prima della comunione. Al di fuori della celebrazione la Pisside con le ostie è conservata dentro il tabernacolo. Viene a volte usata per la consumazione del vino oltre che per contenere le ostie.

## Caratteristiche
La pisside è contenitore generalmente munito di piede e di coperchio. È realizzato se possibile in metallo prezioso, come l'oro e l'argento.